# Donegal Senior Football Championship
Il Donegal Senior Football Championship, noto per ragioni di sponsorizzazione anche come RTÉ Raidió na Gaeltachta Donegal SFC, è una competizione annuale organizzata dalla GAA tra le squadre di calcio gaelico maggiori della Contea di Donegal e pertanto facenti parte della Donegal GAA. I vincitori si qualificano a partecipare come rappresentanti della contea all'Ulster Senior Club Football Championship (conseguente torneo provinciale), il vincitore del quale a sua volta rappresenta l'intera provincia nella massima competizione nazionale, l'All-Ireland Senior Club Football Championship.
Negli ultimi anni la finale è stata sempre giocata nel MacCumhail Park di Ballybofey, l'impianto dove gioca anche la selezione della contea. St. Eunan's e Naomh Conaill hanno negli ultimi anni "una delle più moderne rivalità del Donegal", avendo regolarmente assunto la veste di due principali pretendenti al titolo finale negli ultimi anni e in particolare dall'inizio del XXI secolo.